# Eunice biannulata
Eunice biannulata är en ringmaskart som beskrevs av Moore 1904. Eunice biannulata ingår i släktet Eunice och familjen Eunicidae. Utöver nominatformen finns också underarten E. b. mexicana.